# Hans Teiste
Hans Teiste (* vor 1440 in Trondheim; † 1505 oder 1506) war römisch-katholischer Bischof des Bistums Bjørgvin in Bergen (Norwegen).

## Leben
Hans Teiste immatrikulierte sich mit der Herkunftsangabe Trondheim erstmals am 18. November 1457 an der Universität Rostock, wo er im Winter 1458/1459 zum Bakkalaureus promoviert wurde. Im Wintersemester 1468/1469 verzeichnet das Rostocker Matrikelportal seine Rezeption als Graduierter und Magister der Universität Paris an der Universität Rostock.  Hans Teiste war ab Dezember 1474 bis 1505 oder 1506 Bischof des Bistums Bergen.